# Fisica nucleare

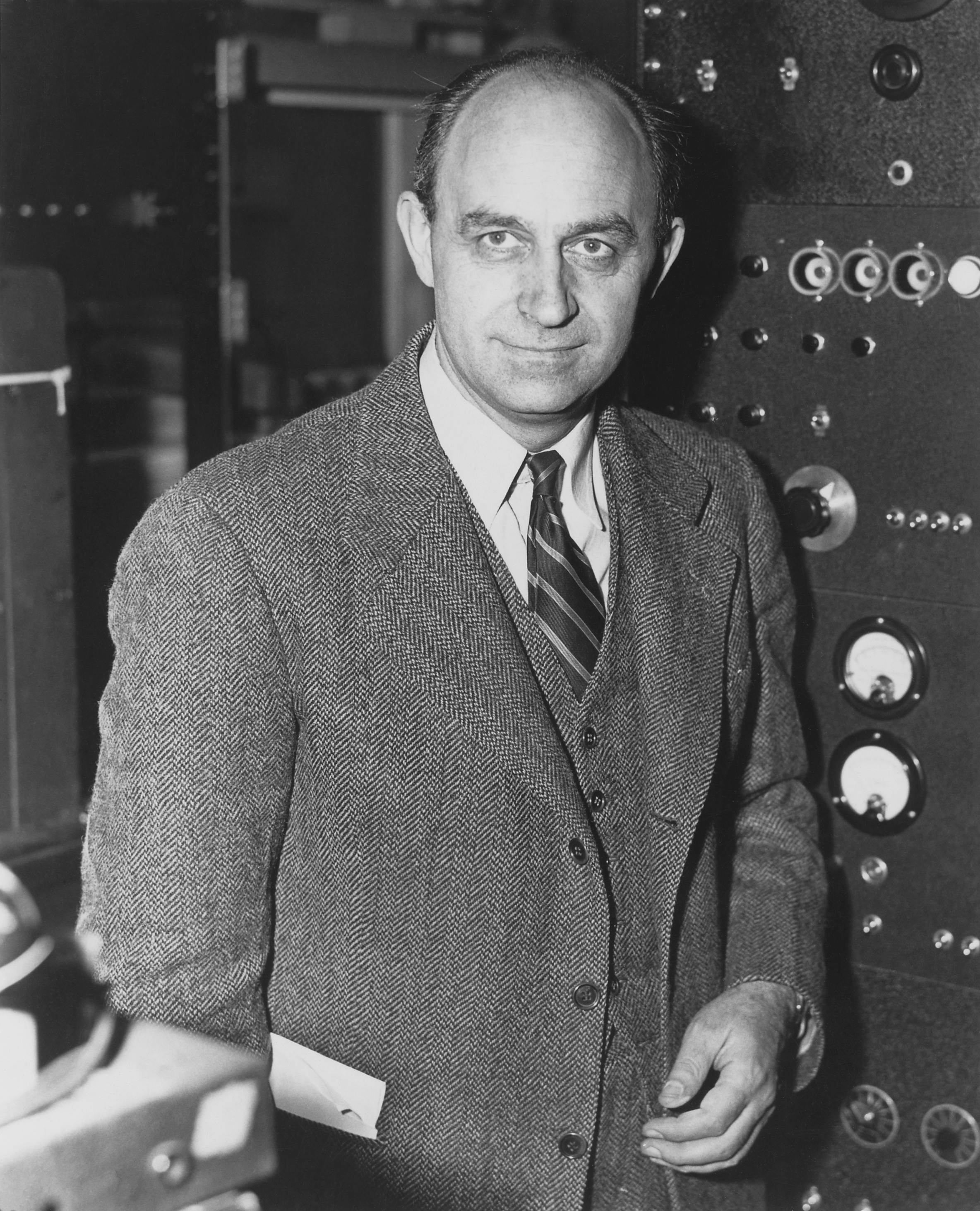
Enrico Fermi, il pioniere italiano sugli studi della fisica nucleare con il gruppo dei Ragazzi di via Panisperna

La fisica nucleare è la branca della fisica che studia il nucleo atomico, i suoi costituenti, protoni e neutroni, e le loro interazioni.
Si distingue dalla fisica atomica, di cui è una sottobranca, che studia l'atomo nella sua interezza, e dalla fisica delle particelle, che ha come oggetto lo studio delle singole particelle libere. Questa branca ha in larga parte soppiantato il termine "fisica subnucleare", riferito allo studio delle particelle costituenti il nucleo, in quanto è più generale, dal momento che non è limitato alle particelle vincolate dentro i nuclei.
La più comune applicazione della fisica nucleare è la produzione di energia nucleare, ma essa è anche alla base di molte altre importanti applicazioni, ad esempio in medicina (medicina nucleare, risonanza magnetica nucleare), scienza dei materiali (impiantazione ionica), archeologia (radiodatazione al carbonio).
La fisica nucleare è principalmente divisa in fisica delle proprietà statiche del nucleo, che comprende tutte le teorie riguardanti la formazione, la coesione e le proprietà statiche misurabili dei nuclei (come la loro massa, i loro livelli energetici, i decadimenti ecc.) e fisica delle proprietà dinamiche del nucleo, che studiano i processi in cui due o più nuclei interagiscono collidendo in vario modo per formare altri nuclei, magari emettendo altre particelle, frammentandosi, fondendo o semplicemente cambiando il loro stato di moto.
Le due sottodiscipline sono interconnesse, nel senso che le nostre informazioni sulla struttura ci pervengono quasi unicamente dallo studio delle reazioni e dei decadimenti (naturali o artificiali). Le reazioni nucleari che si manifestano in natura sono i decadimenti radioattivi o trasmutazioni e le reazioni termonucleari che avvengono nelle stelle, generando luce, calore e altre radiazioni. In laboratorio si utilizzano acceleratori di particelle (come ad esempio il generatore di Van de Graaff, i linac, i tokamak, i betatroni o i sincrotroni) per studiare le reazioni nucleari o per ricreare le condizioni del plasma stellare.

## Storia del modello atomico

Modello atomico di Thomson

Modello atomico di Rutherford

Modello atomico di Bohr

La storia dell'atomo ha origini antichissime, già nell'antica Grecia, Democrito (Ipotesi atomica di Democrito) parlava di atomi, come di particelle indivisibili che compongono la materia.
Nel XIX secolo vennero scritte le prime teorie riguardanti l'atomo sulla base dei pochi dati sperimentali di allora.
John Dalton formulò la prima teoria atomica:
- La materia non è continua, ma è composta da particelle che non possono essere ulteriormente divisibili né trasformabili, gli atomi;
- Gli atomi di un particolare elemento sono tutti uguali tra loro e hanno la stessa massa;
- Gli atomi di elementi diversi hanno massa e proprietà differenti;
- Le reazioni chimiche avvengono tra atomi interi e non tra frazioni di essi;
- In una reazione chimica tra due o più elementi gli atomi, pur conservando la propria identità, si combinano secondo rapporti definiti dando luogo a composti.

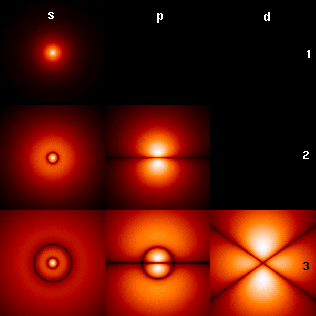
Orbitale atomico

Nel 1897 Joseph John Thomson ipotizzò che l'atomo fosse una sfera omogenea composta da particelle più piccole cariche positivamente e di elettroni senza che però avessero una precisa disposizione nello spazio.
Ernest Rutherford ipotizzò che la massa e la carica elettrica positiva fossero concentrate in una parte molto piccola dell'atomo chiamata nucleo, e che gli elettroni si trovassero nella zona periferica, a grande distanza dal nucleo. Riuscì a dimostrare ciò bombardando una lamina d'oro con particelle alfa (elio) che venivano emesse da polonio radioattivo (scattering Rutherford). Se la teoria di J.J. Thomson fosse stata valida le particelle alfa si sarebbero sempre comportate allo stesso modo, invece alcune particelle superavano la lamina, altre venivano deviate. 
Rutherford ipotizzò che le particelle deviate dovevano passare vicino al nucleo carico positivamente, mentre quelle che superavano la lamina passavano nello spazio tra il nucleo e gli elettroni. Riuscì a valutare l'angolo di deviazione predisponendo dei riflettori in solfuro di zinco sensibili alle particelle alfa.
Nel 1913 il modello di Rutherford fu migliorato da quello di Niels Bohr nel quale gli elettroni ruotavano intorno al nucleo su orbite con livelli di energia discreti. L'ultimo modello è quello quantistico, secondo il quale non è possibile sapere dove si trova l'elettrone con precisione, ma solo in via probabilistica secondo la distribuzione su orbitali atomici.

### Alcune date
- Scoperta del nucleo (Rutherford - 1912)
- Scoperta del protone (Rutherford - 1919)
- Scoperta del neutrone (Chadwick - 1932)

## Modelli nucleari
Diversamente dal modello atomico, non esiste un unico modello nucleare capace di spiegare tutte le sue proprietà, esistono però diversi modelli che si completano a vicenda.
I motivi sono principalmente due:
- non esiste un corpo centrale di grande massa che rappresenti il centro di attrazione
- non si conosce la struttura del potenziale di interazione nucleare

### Il modello a goccia
Il modello nucleare a goccia fu ipotizzato nel 1939 da Niels Bohr e John Archibald Wheeler per spiegare la perdita di massa durante una fissione nucleare (difetto di massa).
Quando il nucleo viene colpito da un neutrone si produce un assorbimento di questa particella da parte del nucleo stesso e ciò causa un eccesso di energia che determina un moto oscillatorio (come una goccia di liquido che ha assorbito energia meccanica).
Il moto oscillatorio causa quindi un allungamento del nucleo finché questo non si rompe (fissione nucleare).

### Il modello a guscio (shell)

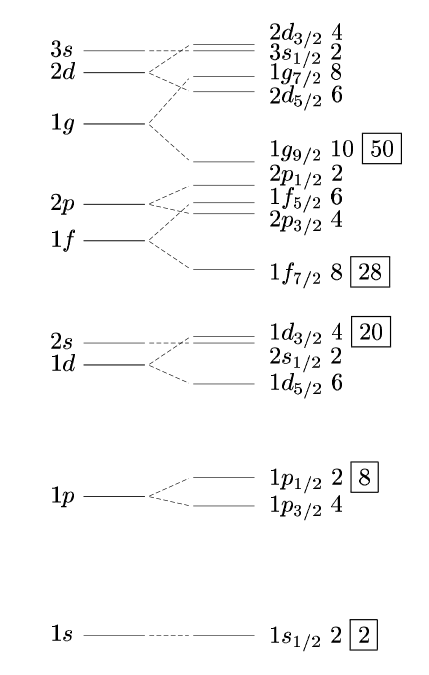
Modello nucleare a shell

Il modello a goccia è in grado di spiegare le proprietà del nucleo durante la fissione nucleare, ma non dei singoli nucleoni. Secondo il modello a guscio (shell, o a strati) i nucleoni hanno proprietà simili a quelle degli elettroni intorno al nucleo, ovvero essi si trovano su orbitali dove agiscono forze nucleari attrattive. Quando il numero di neutroni o protoni corrisponde ai cosiddetti "numeri magici" (2, 8, 20, 28, 50, 82, 126) i nuclei sono particolarmente stabili, mentre nucleoni successivamente aggiunti risultano debolmente legati (1-2 MeV). Secondo il modello a strati, all'interno del nucleo i nucleoni si riuniscono in coppie del tipo n-n e p-p.

### Il modello collettivo
Anche il modello a guscio non è del tutto soddisfacente e deve essere integrato con il modello a goccia. Da questa integrazione nasce il modello collettivo, che però lascia ancora insoluti molti problemi sulla natura del nucleo

## Le forze nucleari
Le forze nucleari (o interazioni nucleari) permettono l'esistenza e la trasformazione del nucleo atomico. Le forze nucleari, forza nucleare forte e forza nucleare debole rientrano nel modello standard insieme a interazione elettromagnetica e forza di gravità.

### Forza nucleare forte

Un protone, composto di due quark up e un quark down, e dai gluoni che mediano la forza forte che lega i quark. L'assegnamento del colore dei singoli quark è arbitrario, ma devono essere presenti tutti i tipi di colore per ottenere una carica totale nulla

La forza nucleare forte è quella forza che vincendo l'interazione elettromagnetica permette l'esistenza del nucleo. Il nucleo infatti composto da protoni (carichi positivamente) e neutroni (senza carica) non potrebbe esistere a causa dell'interazione elettromagnetica che tende ad allontanare i protoni. I protoni e i neutroni (chiamati genericamente nucleoni) non sono particelle elementari, ma sono dotate di una struttura interna. I loro componenti, i quark, interagiscono per mezzo dei gluoni a gruppi di tre (barioni), o due (mesoni). L'intensità di questa forza aumenta con l'aumentare della distanza tra quark, come in un elastico.
Tuttavia, la maggior parte delle proprietà dei nuclei e della materia nucleare che si trova all'interno delle stelle compatte, come ad esempio le stelle di neutroni, sono descrivibili in termini di una interazione che ha come gradi di libertà solo i nucleoni. Tale interazione è quindi una interazione efficace, ed è generalmente denominata come interazione nucleare. L'interazione nucleare è caratterizzata da tre parti principali: una, valida a piccole distanze che è fortemente repulsiva, una a distanze intermedie dovuta allo scambio di due o più pioni e a quello di mesoni più pesanti del pione, ed infine una a grandi distanze dovuta allo scambio di un solo pione e chiamata One Pion Exchange Potential (OPEP). Le prime due componenti sono largamente fenomenologiche e non si riesce a tutt'oggi a derivarle partendo direttamente dalla interazione fondamentale esistente tra i quark o più propriamente dal modello standard.
Le forze nucleari sono fortemente dipendenti dallo spin dei nucleoni e dalla natura del nucleone, sia esso un protone o un neutrone. Inoltre hanno dei termini importanti che violano la simmetria rotazionale ed altri che sono non locali. Uno di questi è la forza tensoriale, così chiamata perché ha la struttura di un tensore nelle variabili che caratterizzano la distanza tra due nucleoni. Questa forza è largamente responsabile del legame che tiene uniti i nucleoni per formare un nucleo, e sta alla base di molte proprietà nucleari. Da più di un decennio sappiamo inoltre che l'interazione nucleare deve anche avere forze a tre corpi per poter descrivere le proprietà dei nuclei (il che conferma la sua natura di forza effettiva e non fondamentale).

Diagramma di Feynman con l'emissione di un gluone (g)

La repulsione a corte distanze, la forte dipendenza dallo spin, la natura tensoriale delle forze a due corpi, la loro non località e le forze a tre corpi rendono molto complessa la risoluzione della equazione di Schroedinger per i nuclei e per la materia nucleare. Questa è infatti materia di un importante campo di ricerca che si chiama problema nucleare dei molti corpi. Dato il carattere prettamente fenomenologico della interazione nucleare, questa deve essere determinata riproducendo tutti i dati sperimentali di bassa energia che caratterizzano il sistema di due nucleoni e le proprietà dei nuclei. Ciò tuttavia non porta univocamente ad una interazione nucleare. Esistono infatti varie interazioni nucleari che prendono il nome dalle città o dai laboratori in cui sono state derivate (Argonne, Urbana, Parigi, Bonn, ecc.).
Tutte queste interazioni fenomenologiche riproducono molto bene le proprietà del deutone e i dati di scattering nucleone-nucleone fino a circa 400 MeV e abbastanza bene le proprietà di bassa energia dei nuclei leggeri. Sembrano tuttavia non adeguate per descrivere le proprietà della materia nucleare a medie e medio-alte densità, che invocano forze a più di tre corpi e/o delle correzioni relativistiche, per non parlare delle alte densità dove, avvicinandoci alla transizione quark-gluon plasma, un modello di interazione basato sui gradi di libertà nucleonici non è più adeguato.

### Forza nucleare debole

Decadimento del muone, un tipo di leptone

L'interazione debole può avvenire tra leptoni e quark (interazioni semileptoniche), tra soli leptoni (interazioni leptoniche) o tra soli quark (interazioni non leptoniche), grazie allo scambio, secondo modello standard della fisica delle particelle, di bosoni vettori molto massivi, detti W± e Z0.
Poiché tutti i leptoni sono interessati dagli effetti dell'interazione debole, risulta che essa è la sola forza che interviene sui neutrini negli esperimenti di laboratorio, per i quali la gravità è trascurabile. La forza debole è la responsabile del decadimento beta dei nuclei atomici, associato alla radioattività, per il quale un neutrone si trasforma in un protone o viceversa, con l'emissione di elettroni (radiazione beta) e neutrini.
La forza nucleare debole è responsabile per esempio del decadimento beta:
{\displaystyle n\rightarrow p+W^{-}\rightarrow p+e^{-}+{\bar {\nu }}}
Nel neutrone iniziale composto di due quark down e un quark up, un quark down emette un bosone W{\displaystyle ^{-}}, per interazione della forza nucleare debole, trasformandosi in quark up (quindi il neutrone è diventato un protone).
Il bosone W decade in un elettrone e in un antineutrino che si allontanano dal nucleo.

## La radioattività
La radioattività, o decadimento dell'atomo, è quel fenomeno per cui atomi instabili perdono materia per diventare stabili (e quindi con una massa più piccola).
La radioattività è molto pericolosa per gli esseri viventi perché le particelle rilasciate possono modificare la struttura delle cellule.
In medicina le radiazioni vengono usate per curare tumori o per osservare l'interno del corpo umano.
Il tempo di decadimento è inversamente proporzionale alla perdita di massa dell'atomo e varia per ogni elemento.
Si considerino, per fissare le idee, due scatole di scarpe senza coperchio identiche e incollate fra loro. In una si mettano un po' di palline che chiameremo neutroni, nell'altra un po' di palline che chiameremo protoni. Le prime hanno una massa leggermente maggiore, mentre le seconde possiedono una debole carica elettrica (debole rispetto alla forza nucleare).
Per simulare l'elevata temperatura del nucleo atomico, si agitino le scatole. Può succedere talvolta che una pallina cada fuori e finisca sul pavimento (radioattività alfa), oppure che passi da una scatola all'altra (radioattività beta), o ancora che finisca sul bordo, resti in equilibrio un po' e poi torni in una scatola (radioattività gamma).

### Radioattività alfa

Decadimento alfa

Nel decadimento alfa l'atomo perde una particella α cioè un atomo di elio privo dei suoi elettroni (due protoni e due neutroni).
Il decadimento α non è molto forte e basta un foglio di carta per bloccare una particella α.
Ad esempio, il radio (Ra-226) è instabile e tende a perdere due neutroni e due protoni trasformandosi in radon (Rn-222).

### Radioattività beta
La radioattività beta si verifica quando il numero di protoni e il numero di neutroni in un nucleo sono molto diversi fra loro. Accade allora che uno o più nucleoni si trasformi in un nucleone dell'altra famiglia per riequilibrare il nucleo.
Durante la trasformazione viene emesso un elettrone, tuttavia durante il passaggio si deve avere conservazione della carica elettrica, della massa-energia e dello spin.
Negli esperimenti risultava sempre una perdita di energia.
Nel 1927 Pauli ipotizza l'esistenza del neutrino che "porti" l'energia mancante. Nel 1933 Fermi sostiene che la coppia elettrone-neutrino sia causata dalla forza nucleare debole.
La radioattività beta dipende comunque dal nucleone:
- un protone si trasforma in un neutrone emettendo un positrone e un neutrino
- un neutrone si trasforma in un protone emettendo un elettrone e un antineutrino.

### Radioattività gamma
Il decadimento gamma è una radiazione elettromagnetica ad alta frequenza. Essa non consiste nell'emissione di materia ed è provocata dall'annichilimento di un elettrone e un positrone.
Essendo una radiazione ad alta frequenza è molto pericolosa e penetrante, per fermarla occorrono diversi centimetri di piombo.

## Reazioni nucleari

Reazione nucleare

Una reazione nucleare è un tipo di trasformazione della materia che, a differenza di una reazione chimica, riguarda il nucleo di un atomo di uno specifico elemento chimico, che viene convertito in un altro.
La conversione avviene quando l'atomo perde o guadagna alcuni protoni, assorbendo o rilasciando in queste trasformazioni grandi quantità di energia. Più precisamente, nelle reazioni nucleari i nuclei dei reagenti sono diversi dai nuclei dei prodotti finali, che possono quindi essere sia degli isotopi (cioè atomi dello stesso elemento chimico quindi con lo stesso numero atomico, ma con differente numero di massa), dei reagenti iniziali sia elementi chimici completamente differenti. L'energia minima necessaria che deve possedere un reagente, affinché la reazione abbia luogo, deve almeno eguagliare l'energia di barriera.
Le principali reazioni nucleari sono la fissione nucleare, la fusione nucleare e l'annichilazione dell'antimateria: nella prima avviene una divisione di uno o più atomi, nella seconda l'unione di due o più atomi. (La fissione nucleare è alla base della tecnologia dell'energia nucleare, la seconda è alla base della emissione di energia delle stelle). L'ultima invece avviene quando una particella e la sua antiparticella entrano in contatto trasformandosi completamente in energia.

### Fusione nucleare

Fusione nucleare

La fusione nucleare è un processo fisico presente in natura, ad esempio nel nucleo delle stelle.
Tale reazione nucleare è caratterizzata dalla fusione di due atomi di massa piccola che si uniscono per formarne uno più grande.
Durante il processo di fusione parte della massa dei due atomi viene convertita in calore e luce in quantità estremamente alte.
Questo tipo di processo nucleare è stato indagato con esperimenti avvenuti durante gli anni sessanta in tempo di guerra fredda, in risposta alla corsa agli armamenti e al clima di instabilità politica.
La prima applicazione della fusione nucleare fu a scopo militare con la creazione della Bomba H (o bomba a idrogeno): essa prevedeva una reazione termonucleare dovuta alla fusione di due isotopi di idrogeno. Il problema che riscontrarono i progettisti coinvolgeva però l'innesco della reazione di fusione, infatti tale reazione risulta possibile solamente a temperature che sfiorano i milioni di gradi centigradi. Per risolvere il problema l'innesco della Bomba H fu costruito all'interno di una classica bomba nucleare a fissione che, fornendo temperature estremamente alte, poteva innescare la reazione di fusione nucleare.
Tali ordigni vennero sviluppati a partire dagli anni sessanta dalle superpotenze USA e URSS. L'applicazione civile di tale tecnologia risulta essere ancora problematica, in quanto le alte temperature scaturite dalla stessa risultano incompatibili con qualsiasi materiale naturale o artificiale. Nei reattori nucleari a fusione sperimentali, un plasma viene confinato con l'utilizzo di campi magnetici molto intensi, tramite tokamak o stellarator.
Va fatto presente che i prodotti delle reazioni termonucleari di fusione nucleare originata da isotopi di idrogeno sono del tutto innocui a qualunque forma di vita. I processi di fusione nucleare controllata sono largamente utilizzati negli esperimenti scientifici, tuttavia risulta complicato l'impiego per la produzione di energia elettrica.

### Fissione nucleare

Fissione nucleare

La fissione nucleare è il processo di scissione di atomi pesanti (con elevato numero atomico) instabili che porta alla formazione di due atomi più leggeri e stabili.
Questo processo (indotto dall'uomo) sprigiona un'enorme quantità di energia data dalla differenza di massa tra l'atomo di partenza e i prodotti finali.
La fissione ha inizio con la cattura di un neutrone (il quale essendo neutro non viene deviato dalle varie cariche) da parte del nucleo, che diventando instabile si divide in due parti e rilascia almeno due neutroni che colpiscono altri nuclei pesanti generando una reazione a catena. L'applicazione militare è la bomba A.

### Annichilazione
L'annichilazione avviene quando una particella collide con un'antiparticella. Nel processo entrambe le particelle scompaiono, e la loro massa si trasforma in energia che si manifesta con l'emissione di nuove particelle o radiazione.
I possibili prodotti dell'annichilazione dipendono dal tipo di interazione che può avvenire tra le particelle iniziali e dalla loro cinematica.